# Giuseppe Addobbati
Giuseppe Addobbati (Macarsca, 31 dicembre 1909 – Roma, 4 gennaio 1986) è stato un attore italiano.

## Biografia
Vive per lungo tempo a Trieste dove si dedica anche al teatro. Nel cinema esordisce durante il ventennio fascista interpretando un ruolo di discreto rilievo in Tredici uomini e un cannone (1936) di Giovacchino Forzano. Fino al 1943 è utilizzato in parti di secondo o terzo piano in circa venti film.
Dopo un lungo silenzio ricompare sugli schermi nel 1951; in questo decennio è poco attivo e lavora quasi sempre celandosi dietro lo pseudonimo di John Douglas.
Negli anni sessanta, al contrario, le sue apparizioni si moltiplicano (oltre quaranta film), ma raramente ha occasione di mettersi in luce, accettando quasi sempre ruoli di carattere in film di genere. A partire dagli anni settanta comincia una selezione più attenta alle pellicole a cui partecipare, con particolare attenzione ai registi più acclamati del momento come Bernardo Bertolucci per il quale interpreta Il conformista (1970).
Riprende anche il suo vecchio pseudonimo, trasformandolo in John McDouglas.

## Filmografia parziale
- Tredici uomini e un cannone, regia di Giovacchino Forzano (1936)
- Regina della Scala, regia di Camillo Mastrocinque e Guido Salvini (1936)
- Condottieri, regia di Luis Trenker (1937)
- Marcella, regia di Guido Brignone (1937)
- Giuseppe Verdi, regia di Carmine Gallone (1938)
- Le educande di Saint-Cyr, regia di Gennaro Righelli (1939)
- Sei bambine e il Perseo, regia di Giovacchino Forzano (1939)
- La mia canzone al vento, regia di Guido Brignone (1939)
- Piccolo alpino, regia di Oreste Biancoli (1940)
- Il re d'Inghilterra non paga, regia di Giovacchino Forzano (1941)
- Alfa Tau!, regia di Francesco De Robertis (1942)
- Fedora, regia di Camillo Mastrocinque (1942)
- Giorno di nozze, regia di Raffaello Matarazzo (1942)
- Violette nei capelli, regia di Carlo Ludovico Bragaglia (1942)
- L'angelo bianco, regia di Giulio Antamoro, Federico Sinibaldi ed Ettore Giannini (1943)
- La casa senza tempo, regia di Andrea Forzano (1943)
- Incontri di notte, regia di Nunzio Malasomma (1943)
- Tutta la città canta, regia di Riccardo Freda (1945)
- Imbarco a mezzanotte, regia di Joseph Losey (1952)
- Melodie immortali, regia di Giacomo Gentilomo (1953)
- Redenzione, regia di Piero Caserini (1953)
- Il mostro dell'isola, regia di Roberto Bianchi Montero (1953)
- Il paese dei campanelli, regia di Jean Boyer (1954)
- La romana, regia di Luigi Zampa (1954)
- Ripudiata, regia di Giorgio Walter Chili (1954)
- Cento serenate, regia di Anton Giulio Majano (1954)
- Il padrone sono me, regia di Franco Brusati (1955)
- Il cigno (The Swan), regia di Charles Vidor (1956)
- Guerra e pace (War and Peace), regia di King Vidor (1956)
- Thundering Jets, regia di Helmut Dantine (1956)
- La dolce vita, regia di Federico Fellini (1960)
- Costantino il Grande, regia di Lionello De Felice (1961)
- Solimano il conquistatore, regia di Vatroslav Mimica (1961)
- Marte, dio della guerra, regia di Marcello Baldi (1961)
- Maciste contro lo sceicco, regia di Domenico Paolella (1962)
- Ultimatum alla vita, regia di Renato Polselli (1962)
- Tharus figlio di Attila, regia di Roberto Bianchi Montero (1962)
- I tre implacabili, regia di Joaquín Luis Romero Marchent (1962)
- Il figlio del circo, regia di Sergio Grieco (1963)
- Le tre spade di Zorro, regia di Ricardo Blasco (1963)
- Venere imperiale, regia di Jean Delannoy (1963)
- Zorro e i tre moschettieri, regia di Luigi Capuano (1963)
- Cavalca e uccidi, regia di José Luis Borau (1963)
- L'eroe di Babilonia, regia di Siro Marcellini (1963)
- Giacobbe, l'uomo che lottò con Dio, regia di Marcello Baldi (1963)
- Ursus nella terra di fuoco, regia di Giorgio Simonelli (1963)
- Maciste contro i mongoli, regia di Domenico Paolella (1963)
- La sfida degli implacabili, regia di Ignacio F. Iquino (1964)
- Maciste gladiatore di Sparta, regia di Mario Caiano (1964)
- Maciste nelle miniere di re Salomone, regia di Piero Regnoli (1964)
- L'ultimo gladiatore, regia di Umberto Lenzi (1964)
- Il mostro dell'Opera, regia di Renato Polselli (1964)
- Cavalca e uccidi, regia di José Luis Borau (1964)
- I pirati della Malesia, regia di Umberto Lenzi (1964)
- Una spada per l'impero, regia di Sergio Grieco (1964)
- Un dollaro bucato, regia di Giorgio Ferroni (1965)
- Il ranch degli spietati, regia di Roberto Bianchi Montero (1965)
- Amanti d'oltretomba, regia di Mario Caiano (1965)
- Colorado Charlie, regia di Roberto Mauri (1965)
- Degueyo, regia di Giuseppe Vari (1966)
- Operazione paura, regia di Mario Bava (1966)
- Le colt cantarono la morte e fu... tempo di massacro, regia di Lucio Fulci (1966)
- L'ultimo killer, regia di Giuseppe Vari (1967)
- Con lui cavalca la morte, regia di Giuseppe Vari (1967)
- Congiura di spie (Peau d'espion), regia di Édouard Molinaro (1967)
- Un uomo, un cavallo, una pistola, regia di Luigi Vanzi (1967)
- Arabella, regia di Mauro Bolognini (1967)
- Un buco in fronte, regia di Giuseppe Vari (1968)
- Un killer per Sua Maestà, regia di Federico Chentrens (1968)
- Dio perdoni la mia pistola, regia di Mario Gariazzo (1969)
- Colpo rovente, regia di Piero Zuffi (1969)
- La battaglia di El Alamein, regia di Giorgio Ferroni (1969)
- L'urlo dei giganti (Hora cero: Operación Rommel), regia di León Klimovsky (1969)
- Una sull'altra, regia di Lucio Fulci (1969)
- Il conformista, regia di Bernardo Bertolucci (1970)
- Hranjenik, regia di Vatroslav Mimica (1970)
- Appuntamento col disonore, regia di Adriano Bolzoni (1970)
- Ricatto di un commissario di polizia a un giovane indiziato di reato (Les Aveux les plus doux), regia di Édouard Molinaro (1971)
- Deserto di fuoco, regia di Renzo Merusi (1971)
- Blaise Pascal, regia di Roberto Rossellini (1972)
- Baciamo le mani, regia di Vittorio Schiraldi (1973)
- L'età di Cosimo de' Medici, regia di Roberto Rossellini (1973)
- Mussolini ultimo atto, regia di Carlo Lizzani (1974)
- Il portiere di notte, regia di Liliana Cavani (1974)
- Amore e violenza (Le Hasard et la violence), regia di Philippe Labro (1974)
- L'ossessa, regia di Mario Gariazzo (1974)
- Un certo Marconi, regia di Sandro Bolchi (1974) - film TV
- Il gatto dagli occhi di giada, regia di Antonio Bido (1977)
- Corse a perdicuore, regia di Mario Garriba (1980)

## Doppiatori
L'attore fu doppiato in una buona parte dei film a cui prese parte, soprattutto a partire dalla fine degli anni '50. Di seguito sono riportati gli attori che gli prestarono la voce:
- Roberto Villa in Maciste nelle miniere di re Salomone, Un uomo, un cavallo, una pistola, Dio perdoni la mia pistola
- Bruno Persa in I tre implacabili, L'eroe di Babilonia, Amore e violenza
- Giulio Panicali in Violette nei capelli, Cavalca e uccidi, L'urlo dei giganti
- Mario Feliciani in I pirati della Malesia, Le colt cantarono la morte e fu... tempo di massacro
- Michele Malaspina in Maciste contro lo sceicco
- Roberto Bertea in Le tre spade di Zorro
- Gualtiero De Angelis in Maciste guerriero di Sparta
- Manlio Busoni in Un dollaro bucato
- Gino Baghetti in Colorado Charlie
- Giuseppe Rinaldi in Baciamo le mani
- Renato Mori in Mussolini ultimo atto